# Strip blog
Uno strip blog è un genere di fumetto online molto comune per la facilità tecnica di pubblicazione: viene utilizzato un sistema a blog per pubblicare le strisce.
La struttura risultante generalmente prevede la pubblicazione di molte strisce in una singola pagina web.  Il limite di questa tecnica sono le possibilità relativamente basse di personalizzazione dei più comuni sistemi blog, per questo motivo molti fumetti online nati come strip blog presto o tardi preferiscono passare a qualcosa di fatto ad hoc, soprattutto se l'autore (o qualche suo amico/collaboratore) conosce un linguaggio per scrivere pagine web dinamiche.